# Only Human (álbum de Cheryl)
Only Human é o quarto álbum de estúdio da cantora britânica Cheryl, lançado a 7 de Novembro de 2014 através da Polydor Records. O primeiro single do disco, "Crazy Stupid Love", que conta com a participação do rapper Tinie Tempah, foi editado a 18 de Julho de 2014. A canção estreou na liderança da UK Singles Chart, com 118 mil cópias vendidas e tornando-se na quarta vez que a artista conseguiu atingir a primeira posição da tabela musical do país.

## Lançamento e promoção
Durante uma participação no The Graham Norton Show, Cheryl confirmou que o nome do álbum seria Only Human, acrescentando: "Eu estava exausta, eu saí em turnê e depois em turnê com o Girls Aloud, então eu tirei um ano de descanso para ficar com a minha família. Foi o meu primeiro momento livre que tive em 10 anos – foi um tempo normal. Eu me diverti bastante. Eu precisava me soltar um pouco e foi a melhor coisa que eu poderia fazer. O título resume esse momento." No dia 3 de outubro de 2014, a capa oficial para o Only Human foi revelada tanto para a versão standand quanto para a edição deluxe. Enquanto as duas capas apresentava a mesma foto de Cheryl, a edições se diferencial pelos aspectos do design; a versão standard mostra a cantora com uma maquiagem de estampa de leopardo em volta do olho esquerdo, enquanto a versão deluxe mostra uma listra que cruza seu olho esquerdo, revelando o rosto de um leopardo.
Cheryl e Tempah apresentaram o single "Crazy Stupid Love" pelo primeira vez na final da oitava temporada do Britain's Got Talent no dia 7 de junho de 2014. Cheryl também participou do The Graham Norton Show no dia 20 de junho, e também apresentou a música como parte de seu show no Capital FM's Summertime Ball no dia seguinte, 21 de junho de 2014. Como parte da pré-venda do álbum no iTunes, Cheryl liberou o download da música título do disco, "Only Human", para quem comprasse o álbum nesse período. Bradley Stern do Idolator definiu a música como uma "balada impressionante" e também acrescentou que a música é "uma de suas melhores músicas de toda sua discografia". Cheryl também se apresentou ao vivo durante a apresentação dos resultados da décima primeira temporada do The X Factor. No dia 4 de novembro de 2014, a música "Stars" foi liberada no iTunes como parte da pré-venda do álbum, antes do lançamento oficial. Stern do Idolator definiu a canção como "um número brilhante e empoderador".

### Singles
Em junho de 2014, Cheryl anunciou o carro chefe do álbum, "Crazy Stupid Love", que seria lançado no dia 18 de julho de 2014. O single tem participação do rapper Tinie Tempah. O single estreou na primeira posição do UK Singles Chart, garantindo à cantora seu quarto número um consecutivo em um primeiro single de um álbum. No dia 30 de setembro de 2014, Cheryl anunciou que "I Don't Care" iria estrear nas rádios no dia seguinte, 1 de outubro, no Capital FM Radio. A música co-escrita por Bonnie McKee, Jocke Ahlund, John Newman e Cheryl, foi lançada na iTunes Store no dia 31 de outubro de 2014. Editora do Idolator.com, Bianca Gracie, descreveu a canção como, "uma música pop leve e animada construída com uma forte produção dos anos 80, leves sintetizadores e um baixo poderoso". A música estreou no topo das paradas do Reino Unido, dando o recorde de maior número de singles em primeiro lugar por uma cantora britânica. No dia 1 de fevereiro de 2015, Cheryl anunciou no Twitter que o terceiro single do álbum seria a faixa título, "Only Human". O clipe oficial estreou no canal Vevo no dia 4 de fevereiro, com o lançamento digital de estended play, incluindo uma nova versão editada para a lançada no dia 22 de março de 2015. A música, que originalmente teve pico na posição 70 no lançamento do álbum em outubro de 2014, falhou em alcançar o top 100 no UK Singles Chart com o lançamento do single, se tornando assim o single com pior desempenho de sua carreira, superando "The Flood", lançada em 2011.

## Alinhamento de faixas
| N.º            | Título                                 | Compositor(es) | Duração |  |
| 1.             | "Intro"                                | Rick Parkhouse, George Tizzard | 1:51    |  |
| 2.             | "Live Life Now"                        | Cheryl Cole, Max Marshall, Henrik Barman Michelsen, Edvard Førre Erfjord, Tom Havelock                                            | 2:54    |  |
| 3.             | "It's About Time"                      | Nicola Roberts, Jason Pebworth, George Astasio, Jon Shave, James Draper                                                           | 3:49    |  |
| 4.             | "Crazy Stupid Love" (com Tinie Tempah) | Wayne Wilkins, Heidi Rojas, Katelyn Tarver, Cole, Patrick Okogwu                                                                  | 3:45    |  |
| 5.             | "Waiting for Lightning"                | Francisca Hall, Matt Morris, Jesse Shatkin                                                                                        | 3:56    |  |
| 6.             | "I Don't Care"                         | Jocke Åhlund, Bonnie McKee, John Newman, Cole                                                                                     | 4:00    |  |
| 7.             | "Only Human"                           | Matt Schwartz, Jo Perry, Cass Lowe                                                                                                | 3:34    |  |
| 8.             | "Stars"                                | Cole, G. Tizzard, Parkhouse, Nicole Dash Jones, Daniel Spencer                                                                    | 2:57    |  |
| 9.             | "Throwback"                            | Cole, G. Tizzard, Parkhouse, Camille Purcell, Roberts                                                                             | 3:04    |  |
| 10.            | "All in One Night"                     | Cole, Michelsen, Efjord, Havelock                                                                                                 | 3:09    |  |
| 11.            | "Goodbye Means Hello"                  | Lucas Secon, Roberts, Clifford Smith, Haldane Browne, Fridolin Nordsoe, Frederick Nordsoe, Jon Schumann, Bo Rande, Christian Leth | 3:46    |  |
| 12.            | "Coming Up for Air" (com Joel Compass) | Cole, Scott Hoffman, Cass Lowe | 4:21    |  |
| 13.            | "Fight On"                             | G. Tizzard, Parkhouse, Katy Tizzard                                                                                               | 3:33    |  |
| 14.            | "Yellow Love"                          | David Dawood, Roberts | 3:51    |  |
| 15.            | "Beats N Bass"                         | Cole, G. Tizzard, Parkhouse, K. Tizzard                                                                                           | 2:59    |  |
| Duração total: | Duração total:                         | Duração total: | 51:30   |  |

| Faixas bónus da edição deluxe |                 |                                                  |                |         |  |
| N.º                           | Título          | Compositor(es)                                   | Produtor(es)   | Duração |  |
| 16.                           | "Tattoo"        | G. Tizzard, Parkhouse, Andrew Bullimore          | Red Triangle   | 3:07    |  |
| 17.                           | "Firecracker"   | Sia Furler, Greg Kurstin                         | Kurstin        | 3:32    |  |
| 18.                           | "I Won't Break" | Mark Taylor, Alex Smith, Liam Payne, Sam Preston | Red Triangle   | 3:37    |  |
| Duração total:                | Duração total:  | Duração total:                                   | Duração total: | 61:46   |  |

| Faixa bónus da edição deluxe na iTunes Store |                          |                |         |  |
| N.º                                          | Título                   | Produtor(es)   | Duração |  |
| 19.                                          | "Only Human (Interview)" |                | 2:41    |  |
| Duração total:                               | Duração total:           | Duração total: | 64:27   |  |

Notas
- Nota a: Denota um co-produtor.
- Nota b: Denota um produtor adicional.
- "Goodbye Means Hello" contém interpolações de "Heads High" de Mr. Vegas e "School Yard" de The William Blakes.

## Desempenho nas tabelas musicais

### Posições
| Tabela musical (2014)           | Melhor posição |
| ------------------------------- | -------------- |
| Escócia - Scottish Albums Chart | 8              |
| Irlanda - Top 100 Artist Album  | 9              |
| Reino Unido - UK Albums Chart   | 7              |